# Нильсен, Санна
Санна Виктория Нильсен (швед. Sanna Victoria Nielsen; род. 27 ноября 1984, Брумёлла, Швеция) — шведская певица, представительница Швеции на конкурсе песни «Евровидение 2014», с песней «Undo».

## Карьера
В мае 1996 года в возрасте одиннадцати лет Санна Нильсен возглавила шведский хит-парад Svensktoppen с песней «Till en fågel». В сентябре вышел её дебютный альбом Silvertoner. В 1997 году Санна выпустила рождественский альбом Min önskejul (в 2001 году альбом был переиздан).
В 2001 году Нильсен впервые приняла участие в Мелодифестивалене — шведском музыкальном конкурсе, победитель которого получает право представлять страну на Евровидении. Она выступила с песней «Igår, idag» и заняла третье место. Она вновь вернулась на конкурс в 2003 году и с песней «Hela världen för mig» финишировала пятой. Третье участие Санны состоялось в 2005 году, она выступала с песней «Du och jag mot världen» в дуэте с Фредриком Щемпе и стала восьмой.
В 2006 году Санна выпустила второй студийный альбом Nära mej nära dej. В 2007 году она в четвёртый раз приняла участие в Мелодифестивалене (финишировав седьмой с песней «Vågar du, vågar jag») и выпустила первый компиляционный альбом Sanna 11-22. Также летом 2007 года Санна провела тур по Швеции в составе трио «Tre S» вместе с Ширли Клэмп и Соней Альден.
В 2008 году состоялось пятое участие Санны в Мелодифестивалене. 16 февраля Санна выступила во втором полуфинале с песней «Empty room», заняла первое место с отрывом в более чем тридцать тысяч голосов и прошла в финал конкурса. 15 марта в финале Санна обошла Шарлотту Перелли по зрительскому голосованию более чем на пятьдесят тысяч голосов, но после голосования жюри победительницей стала Перелли, а Нильсен опустилась на вторую строчку. Позже «Empty room» одержала победу на OGAE Second Chance Contest с преимуществом в 91 балл. Также в 2008 году Нильсен выпустила свой первый англоязычный альбом Stronger, который достиг первой строчки в национальном хит-параде.
В 2011 году состоялось ещё одно участие Санны в Мелодифестивалене. Выступив во втором полуфинале с песней «I’m in love», она заняла первое место и прошла в финал, где месяцем позже финишировала четвёртой. Также в 2011 году вышел пятый альбом Нильсен под тем же названием, что и конкурсная песня.

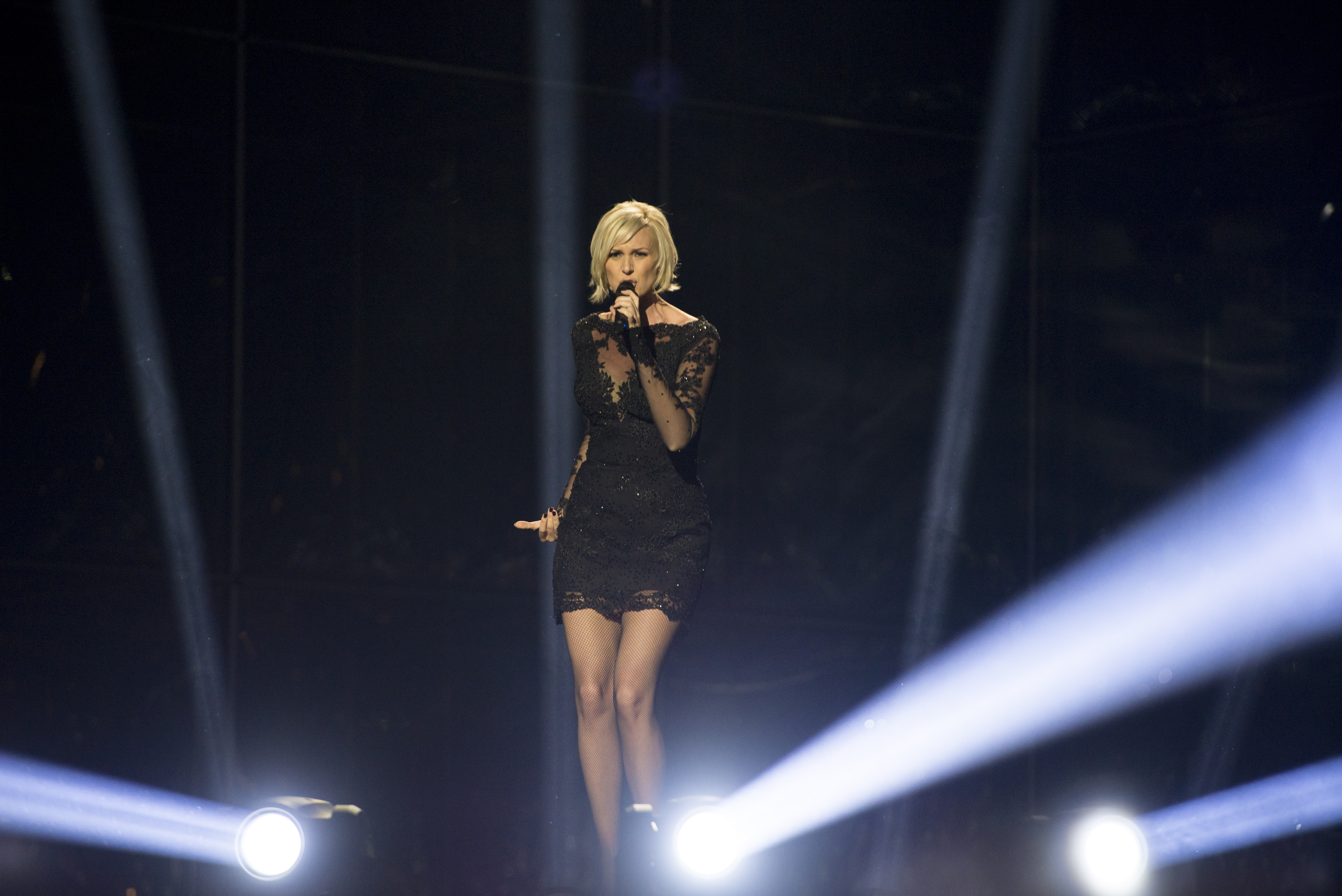
Выступление Санны Нильсен на Евровидении-2014

В 2014 году Санна Нильсен в седьмой раз вернулась на Мелодифестивален. Во втором полуфинале она исполнила композицию «Undo», зрители оказали Санне поддержку, которая позволила ей занять одно из вакантных мест в финале. 8 марта Санна Нильсен выступает под номером 8 в финале Melodifestivalen 2014 с песней «Undo». Набрав 90 баллов от международного жюри и 122 от телезрителей, Санна побеждает в конкурсе и становится представителем Швеции на конкурсе песни Евровидение 2014. При этом отрыв между Санной и Эйс Вайлдер, занявшей второе место с песней «Busy Doin’ Nothing», составлял всего два очка, несмотря на то, что Эйс выиграла в голосовании международного жюри.
В 2015 году была одной из ведущих «Евровидения-2015» в шведских трансляциях, а также вела его шведский отбор — Melodifestivalen 2015 — вместе с Робином Паульссоном.

## Дискография

### Альбомы
- 1996 — Silvertoner
- 1997 — Min önskejul
- 1999 — Människan och skapelsen
- 2001 — Min önskejul
- 2006 — Nära mej nära dej
- 2007 — Sanna 11-22
- 2008 — Stronger
- 2011 — I’m in Love
- 2012 — Vinternatten
- 2014 — 7

### Синглы
- 1996 — «Till en fågel»
- 1998 — «I Love the Summertime»
- 1999 — «Time to Say Goodbye»
- 1999 — «Fest i vår by»
- 2001 — «I går, i dag»
- 2003 — «Prinsessans stjärnor»
- 2003 — «Hela världen för mig»
- 2005 — «Du och jag mot världen»
- 2005 — «Vägen hem»
- 2006 — «Rör vid min själ» / «Koppången»
- 2007 — «Vågar du, vågar jag»
- 2008 — «Empty Room»
- 2008 — «Nobody Without You»
- 2009 — «I Can Catch the Moon»
- 2010 — «Devotion»
- 2010 — «Part of Me»
- 2011 — «I’m in Love»
- 2011 — «Can’t Stop Love Tonight»
- 2014 — «Undo»
- 2016 — «Dansar bort med någon annan»
- 2017 — «Inte ok»
- 2017 — «Innan du lämnar mig»